# Judà II

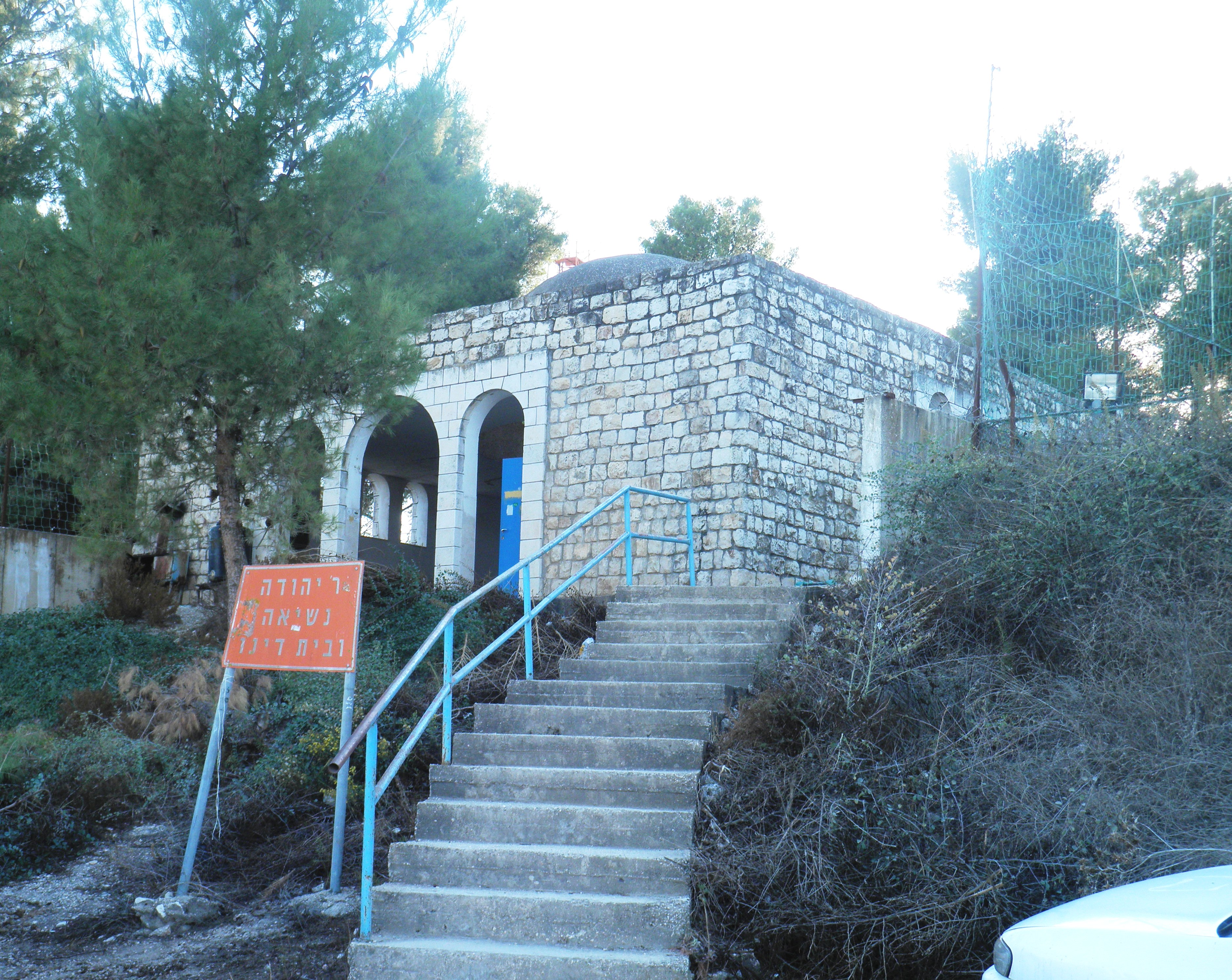
Tomba de Judà II.

Judà II (també anomenat Yehuda Nesia, en hebreu: יהודה נשיאה) va ser un famós savi jueu que va viure en la ciutat de Tiberíades a la Terra d'Israel, a mitjans del segle iii després de Crist. És esmentat en les obres clàssiques de la llei oral del judaisme ortodox, en la Mixnà i el Talmud.
En la tradició rabínica jueva, Judà II va ser especialment conegut per tres ordenances decretades per ell i la seva acadèmia rabínica. Una d'aquestes ordenances es referia a una reforma de la llei del divorci.
Va ser especialment famós pel decret que permetia l'ús de l'oli preparat pels pagans, que va ser incorporat en la Mixnà amb la mateixa fórmula usada en relació amb els decrets del Nasí Judà I. Aquesta ordenança va abrogar una antiga llei, però va ser reconeguda en les acadèmies rabíniques de Babilònia.
Simlai, el famós coneixedor de l'Agadà, es va esforçar per convèncer a Judà II perquè derogués la prohibició de fer servir el pa preparat pels pagans. Judà II es va negar a fer-ho, al·legant que no volia que la seva acadèmia fos anomenada el "tribunal perdedor".
Juda II no va poder dur a terme la seva intenció d'ometre el dia de dejuni de Tixà be-Av quan aquest queia en Shabat.
Juda II va ser considerat pels seus contemporanis com el seu igual en erudició, com es desprèn d'una curiosa trobada entre Yanai i Judà II. No obstant això, hi ha una altra versió on Yohanan acompanya a Yanai).

## Frases famoses
"Si no fos pels nens petits que van a escola, el Món no existiria".